# Futbol Club Andorra
|  | No s'ha de confondre amb Andorra Club de Fútbol. |

El Futbol Club Andorra és un club de futbol professional andorrà amb seu a Andorra la Vella, que actualment competeix a la Segona Divisió. El club va ser fundat en 1942 i actualment juga els seus partits com a local a l'Estadi Nacional. Tot i estar radicat a l'estat d'Andorra, el club, afiliat voluntàriament a la Federació Catalana de Futbol, pot competir a les lligues espanyoles des de 1948.

## Història
El FC Andorra ha estat històricament el club de futbol més important del país. Va ser fundat el 15 d'octubre del 1942 a l'escalf del col·legi Nostra Senyora de Meritxell, tot i que hi ha fonts que donen altres dates de fundació d'aquest club, la data més antiga és l'any 1938 i la més moderna el 1945, ambdues dates van lligades però, a la figura del pare Enric Graner, monjo benedictí del cenobi de Montserrat, que en aquella època residia a Andorra.
Participa en les categories de la Federació Catalana de Futbol a la que està afiliat des dels seus inicis, disputant així la Lliga espanyola i la Copa del Rei.
Després de diversos anys a les categories regionals, havent pujat a Primera Regional Catalana en la temporada 1966-67; el 1981 pujà a Segona Divisió B, on es va mantenir 17 anys, amb un parèntesis a la temporada 1986/87 que va jugar a Tercera divisió.
A les temporades 1988/89 i 1989/90 va disputar sense èxit la promoció d'ascens a Segona Divisió.
El seu major èxit va arribar al 1994 quan es va proclamar campió de Catalunya en guanyar la Copa Catalunya. L'Andorra va superar a les semifinals per 2 a 1 el FC Barcelona, i derrotà en la final al RCD Espanyol per penals, per un resultat global de 4 a 2, a la final disputada l'estadi Municipal de Vilassar de Mar, després d'empatar a zero en el temps reglamentari. La temporada 1997-98 va perdre la categoria i va baixar a Tercera divisió, després d'encadenar diversos descensos de manera consecutiva.
A la Copa del Rei, la seva millor actuació va ser a la temporada 1995-96, plantant-se als setzens de final després d'eliminar el Palamós CF i al Getafe CF, acabant sent eliminat pel Celta de Vigo.
Les tres temporades entre 2002 i 2005 va encadenar tres descensos consecutius i va acabar jugant a la Primera Territorial Catalana.
La temporada 2007/08 el club, llastat pels deutes i una crisi institucional, va estar a punt de desaparèixer. Finalment, el juliol del 2008, Rubén Ponce va assumir la presidència en substitució de Carles Mora, encara que no va poder evitar la marxa de tres dels seus principals jugadors, els internacionals Juli Sánchez, Manolo Jiménez i Óscar Sonejee, així com el tècnic Eugeni Fernández.
A mitjans de la temporada 2018-19 Gerard Piqué esdevingué el nou propietari del club. Kosmos, l'empresa de la qual és accionista majoritari el central del FC Barcelona, va comprar el modest club, assumint-ne el deute, i amb l'objectiu de portar-lo fins al futbol professional. L'abril de 2019, el club va presentar MoraBanc com el seu patrocinador principal; banc de referència a Andorra. Setmanes després, el maig de 2019, el club va ascendir a Tercera Divisió, només cinc mesos després de l'arribada de Piqué al club. L'equip va segellar l'ascens directe a Tercera en imposar-se al Viladecans per 3 a 0, amb gols de Ruben, Forgas i Ludo en l'última jornada de Primera Catalana. A l'estiu es va confirmar que el club passaria a jugar directament a Segona B després de pagar 452.022 euros per cobrir la plaça vacant del Reus Deportiu, descendit per no pagar el seu deute.
El 21 de maig de 2022 el club va ascendir per primer cop a la seva història a la Segona Divisió espanyola, després de guanyar l'UCAM Múrcia i quedar primers de grup a Primera RFEF.
La temporada 2023-2024, després de militar dos anys a la categoria de plata del futbol espanyol, l'Andorra va descendir a Primera Federació Espanyola en quedar en la 21ª posició, tornant així, a la tercera categoria del futbol espanyol, divisió en la qual milita actualment el club andorrà.

### Evolució de l'uniforme
El primer uniforme del club fou samarreta vermella amb pantaló blanc, que canvià el 1948 per adoptar una samarreta amb els tres colors de la bandera, blau, groc i vermell, d'on sortia el sobrenom dels tricolors.
| 1942 | 1948 | 2013 | 2019 | 2020 | 2023 |

## Estadi

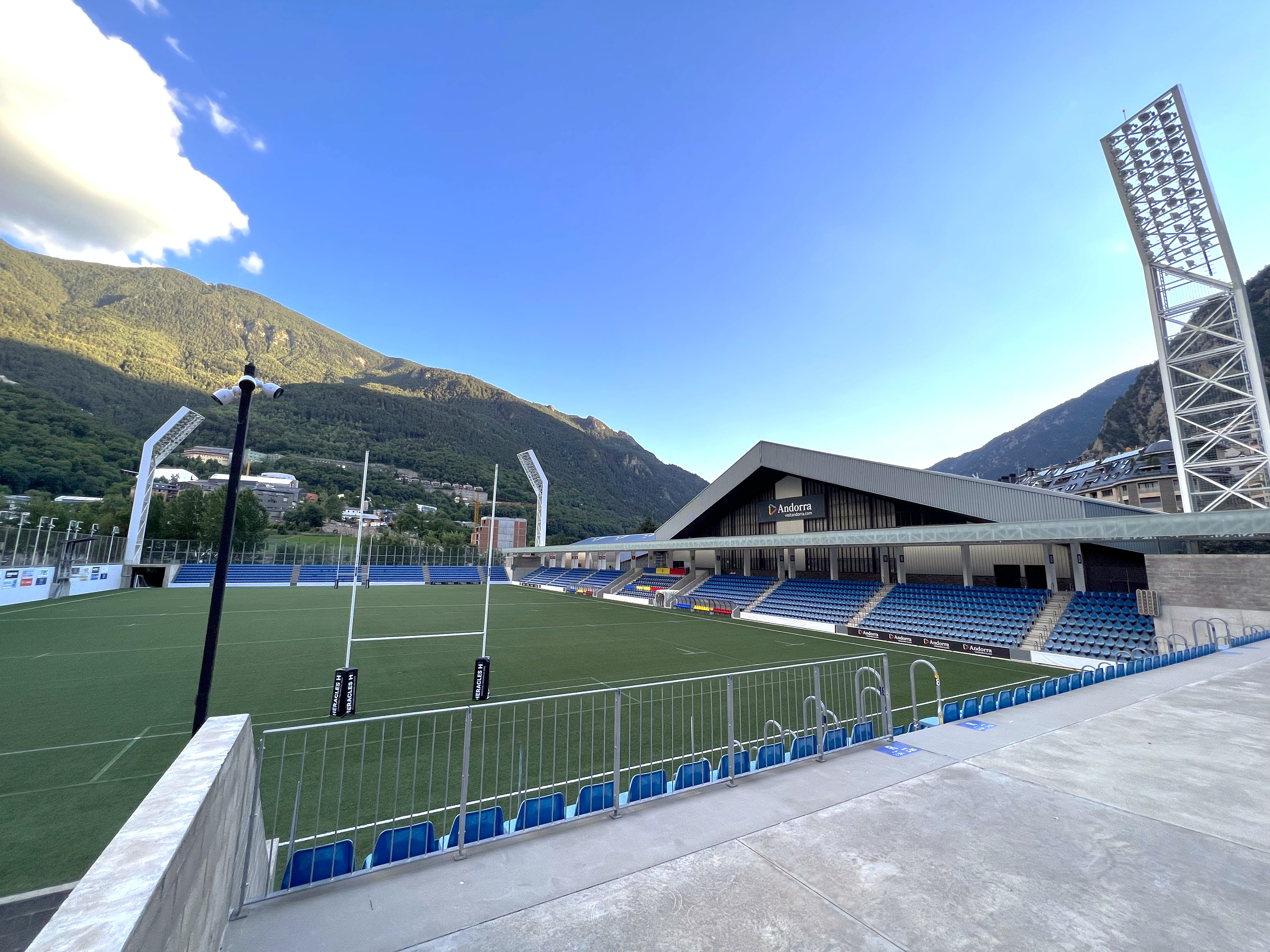
L'Estadi Nacional, actual terreny de joc del club

Històricament, el FC Andorra jugava els seus partits al Camp d'Esports de les Valls, a la capital Andorra la Vella, abans de traslladar-se a l'Estadi Comunal d'Aixovall, a la parròquia de Sant Julià de Lòria, que després d'una reforma el 1999, tenia capacitat per a 1.000 espectadors. Després del tancament de l'Aixovall, el club es va traslladar de nou el 2015 a les noves i més petites instal·lacions del Centre d'Entrenament de la FAF a Andorra la Vella.
Més recentment, l'equip ha tingut la seu al Camp de Futbol de Prada de Moles, amb capacitat per a 500 espectadors, a Encamp, però des del 2021, el club utilitza l'Estadi Nacional, amb capacitat per a 3.306 espectadors, per a tots els partits a casa, després d'un acord amb el Govern d'Andorra. L'estadi ja havia acollit partits del FC Andorra de manera temporal el 2015, abans de l'obertura del Centre d'Entrenament de la FAF.
El 8 de maig de 2022, un rècord de 3.631 aficionats van assistir al partit de l'equip a casa contra l'Albacete Balompié a l'Estadi Nacional.
L'agost del 2022, després de l'ascens a Segona Divisió, el club va anunciar els seus plans de construir un nou estadi amb capacitat per a 6.000 persones a l'emplaçament de l'actual Campament de Futbol de Prada de Moles, amb un cost estimat de 26 milions d'euros.

## Jugadors

### Plantilla 2025-2026
A 15 agost 2025
| N. | Pos. | Nac. | Jugador                                             |
| -- | ---- | --- | --------------------------------------------------- |
| 1  | POR  | [[Fitxer:Flag of Argentina.svg\|23x15px\|border \|alt=Argentina\|link=Selecció de futbol de l'Argentina\|{{#if:\|]]                       | Nico Ratti (capità)                                 |
| 2  | DEF  | [[Fitxer:Flag of Spain.svg\|23x15px\|border \|alt=Espanya\|link=Selecció de futbol d'Espanya\|{{#if:\|]]                                  | Álex Petxarroman (cedit pel Deportivo de La Coruña) |
| 3  | DEF  | [[Fitxer:Flag of Spain.svg\|23x15px\|border \|alt=Espanya\|link=Selecció de futbol d'Espanya\|{{#if:\|]]                                  | Imanol García (cedit per l'AC Sparta Praga)         |
| 4  | DEF  | [[Fitxer:Flag of Spain.svg\|23x15px\|border \|alt=Espanya\|link=Selecció de futbol d'Espanya\|{{#if:\|]]                                  | Gael Alonso                                         |
| 5  | DEF  | [[Fitxer:Flag of Catalonia.svg\|23x15px\|border \|alt=Catalunya\|link=Selecció de futbol de Catalunya\|{{#if:\|]]                         | Marc Bombardó                                       |
| 6  | MIG  | [[Fitxer:Flag of Catalonia.svg\|23x15px\|border \|alt=Catalunya\|link=Selecció de futbol de Catalunya\|{{#if:\|]]                         | Dani Villahermosa                                   |
| 7  | DAV  | [[Fitxer:Flag of Spain.svg\|23x15px\|border \|alt=Espanya\|link=Selecció de futbol d'Espanya\|{{#if:\|]]                                  | Álex Calvo                                          |
| 8  | MIG  | [[Fitxer:Flag of Spain.svg\|23x15px\|border \|alt=Espanya\|link=Selecció de futbol d'Espanya\|{{#if:\|]]                                  | Erik Morán                                          |
| 9  | DAV  | [[Fitxer:Flag of Spain.svg\|23x15px\|border \|alt=Espanya\|link=Selecció de futbol d'Espanya\|{{#if:\|]]                                  | Manu Nieto                                          |
| 10 | MIG  | [[Fitxer:Flag of Spain.svg\|23x15px\|border \|alt=Espanya\|link=Selecció de futbol d'Espanya\|{{#if:\|]]                                  | Álvaro Martín                                       |
| 11 | DAV  | [[Fitxer:Flag of Uruguay.svg\|23x15px\|border \|alt=Uruguai\|link=Selecció de futbol de l'Uruguai\|{{#if:\|]]                             | Lautaro de León                                     |
| 12 | DEF  | [[Fitxer:Flag of Hungary.svg\|23x15px\|border \|alt=Hongria\|link=Selecció de futbol d'Hongria\|{{#if:\|]]                                | Antal Yaakobishvili (cedit pel Girona FC)           |
| 13 | POR  | [[Fitxer:Flag of Equatorial Guinea.svg\|23x15px\|border \|alt=Guinea Equatorial\|link=Selecció de futbol de Guinea Equatorial\|{{#if:\|]] | Jesús Owono (cedit pel Alavés)                      |

| N. | Pos. | Nac. | Jugador                                         |
| -- | ---- | --- | ----------------------------------------------- |
| 14 | MIG  | [[Fitxer:Flag of Spain.svg\|23x15px\|border \|alt=Espanya\|link=Selecció de futbol d'Espanya\|{{#if:\|]]                                 | Sergio Molina                                   |
| 15 | DAV  | [[Fitxer:Flag of Spain.svg\|23x15px\|border \|alt=Espanya\|link=Selecció de futbol d'Espanya\|{{#if:\|]]                                 | Aingeru Olabarrieta (cedit per l'Athletic Club) |
| 16 | DAV  | [[Fitxer:Flag of Portugal (official).svg\|23x15px\|border \|alt=Portugal\|link=Selecció de futbol de Portugal\|{{#if:\|]]                | Jastin García (cedit pel Girona FC)             |
| 17 | DEF  | [[Fitxer:Flag of France (1794–1815, 1830–1974).svg\|23x15px\|border \|alt=França\|link=Selecció de futbol de França\|{{#if:\|]]          | Thomas Carrique                                 |
| 18 | MIG  | [[Fitxer:Flag of Catalonia.svg\|23x15px\|border \|alt=Catalunya\|link=Selecció de futbol de Catalunya\|{{#if:\|]]                        | Marc Domènech                                   |
| 19 | DAV  | [[Fitxer:Flag of Greece.svg\|23x15px\|border \|alt=Grècia\|link=Selecció de futbol de Grècia\|{{#if:\|]]                                 | Christos Almpanis                               |
| 20 | DEF  | [[Fitxer:Flag of Catalonia.svg\|23x15px\|border \|alt=Catalunya\|link=Selecció de futbol de Catalunya\|{{#if:\|]]                        | Martí Vilà                                      |
| 21 | DAV  | [[Fitxer:Flag of the Balearic Islands.svg\|23x15px\|border \|alt=Illes Balears\|link=Selecció de futbol de les Illes Balears\|{{#if:\|]] | Josep Cerdà                                     |
| 22 | DAV  | [[Fitxer:Flag of Spain.svg\|23x15px\|border \|alt=Espanya\|link=Selecció de futbol d'Espanya\|{{#if:\|]]                                 | Aitor Uzkudun                                   |
| 23 | DEF  | [[Fitxer:Flag of Spain.svg\|23x15px\|border \|alt=Espanya\|link=Selecció de futbol d'Espanya\|{{#if:\|]]                                 | Diego Alende                                    |
| 24 | MIG  | [[Fitxer:Flag of France (1794–1815, 1830–1974).svg\|23x15px\|border \|alt=França\|link=Selecció de futbol de França\|{{#if:\|]]          | Théo Le Normand                                 |
| 25 | POR  | [[Fitxer:Flag of Hungary.svg\|23x15px\|border \|alt=Hongria\|link=Selecció de futbol d'Hongria\|{{#if:\|]]                               | Áron Yaakobishvili (cedit pel FC Barcelona)     |
| 29 | DAV  | [[Fitxer:Flag of South Korea.svg\|23x15px\|border \|alt=Corea del Sud\|link=Selecció de futbol de Corea del Sud\|{{#if:\|]]              | Kim Min-su (cedit pel Girona FC)                |
| —  | MIG  | [[Fitxer:Flag of Spain.svg\|23x15px\|border \|alt=Espanya\|link=Selecció de futbol d'Espanya\|{{#if:\|]]                                 | Alberto Solís                                   |

### Cedits a altres equips
| N. | Pos. | Nac. | Jugador                                                     |
| -- | ---- | --- | ----------------------------------------------------------- |
| —  | DEF  | [[Fitxer:Flag of Andorra.svg\|23x15px\|border \|alt=Andorra\|link=Selecció de futbol d'Andorra\|{{#if:\|]]        | Iván Rodríguez (al Vila-real B fins al 30 de juny de 2026)  |
| —  | DEF  | [[Fitxer:Flag of Catalonia.svg\|23x15px\|border \|alt=Catalunya\|link=Selecció de futbol de Catalunya\|{{#if:\|]] | Jan Encuentra (al Unionistas fins al 30 de juny de 2026)    |
| —  | DEF  | [[Fitxer:Flag of Spain.svg\|23x15px\|border \|alt=Espanya\|link=Selecció de futbol d'Espanya\|{{#if:\|]]          | Javier Vicario (al Barakaldo CF fins al 30 de juny de 2026) |
| —  | DAV  | [[Fitxer:Flag of Andorra.svg\|23x15px\|border \|alt=Andorra\|link=Selecció de futbol d'Andorra\|{{#if:\|]]        | Berto Rosas (a la UD Logroñés fins al 30 de juny de 2026)   |

| N. | Pos. | Nac. | Jugador                                                      |
| -- | ---- | --- | ------------------------------------------------------------ |
| —  | DAV  | [[Fitxer:Flag of Spain.svg\|23x15px\|border \|alt=Espanya\|link=Selecció de futbol d'Espanya\|{{#if:\|]]       | Bilal Achhiba (al Atlètic Lleida fins al 30 de juny de 2026) |
| —  | DAV  | [[Fitxer:Flag of Colombia.svg\|23x15px\|border \|alt=Colòmbia\|link=Selecció de futbol de Colòmbia\|{{#if:\|]] | Juanda Fuentes (al Gimnàstic fins al 30 de juny de 2026)     |
| —  | DAV  | [[Fitxer:Flag of Spain.svg\|23x15px\|border \|alt=Espanya\|link=Selecció de futbol d'Espanya\|{{#if:\|]]       | Luismi Redondo (al FC Cartagena fins al 30 de juny de 2026)  |

## Entrenadors
- Lluís Aloy Vidal (1983-1984)
- Richard Imbernón (? − desembre de 2011)[19]
- Justo Ruiz (desembre de 2011 − octubre de 2016)[19][20]
- Emili Vicente (octubre de 2016-maig de 2017)[21][22]
- Eloy Casals i Richard Imbernón (interí: - maig de 2017 − juny de 2017)[23][24]
- Marc Castellsagué (juny de 2017 − desembre de 2017)[25][26][27]
- Eloy Casals (interí: gener de 2018)
- Candi Viladrich (gener de 2018 − maig de 2018)[28][29]
- Richard Imbernón (juny de 2018 − desembre de 2018)[30]
- Gabri (desembre de 2018 − febrer de 2020)
- Nacho Castro (febrer de 2020 − gener de 2021)[31]
- Eder Sarabia (gener de 2021 − març 2024)[32]
- Ferran Costa (març 2024 − gener 2025)
- Beto Company (gener 2025 − juny 2025)
- Ibai Gómez (juny 2025 -)

## Palmarès

### Tornejos catalans
| Competició catalana    | Títols                             | Subcampionats     |
| ---------------------- | ---------------------------------- | ----------------- |
| Copa Catalunya (2/0)   | 1993-94, 2022-23                   |                   |
| Primera Catalana (1/0) | 2018-19 (Gr. I).                   |                   |
| Segona Catalana (2/1)  | 1970-71 (Gr. II), 2014-15 (Gr. V). | 2011-12.          |
| Tercera Catalana (0/2) |                                    | 2005-06, 2010-11. |

### Tornejos espanyols
| Competició espanyola             | Títols            | Subcampionats                |
| -------------------------------- | ----------------- | ---------------------------- |
| Primera Federació (1/0)          | 2021-22 (Gr. II). | 2021-22 (campionat absolut). |
| Segona Divisió B d'Espanya (0/1) |                   | 1988-89 (Gr. II).            |
| Tercera Divisió d'Espanya (1/0)  | 1979-80 (Gr. IV). |                              |

## Temporades
Comptant la temporada 2024-25, el club ha militat 2 temporades a Segona Divisió, 2 a Primera RFEF, 19 a Segona Divisió B/Segona RFEF i 6 a Tercera Divisió/Tercera RFEF.
- 1977-78: 3a Divisió 4t
- 1978-79: 3a Divisió 5è
- 1979-80: 3a Divisió 1r
- 1980-81: 2a Divisió B 11è
- 1981-82: 2a Divisió B 8è
- 1982-83: 2a Divisió B 8è
- 1983-84: 2a Divisió B 10è
- 1984-85: 2a Divisió B 9è
- 1985-86: 2a Divisió B 15è
- 1986-87: 3a Divisió 8è
- 1987-88: 2a Divisió B 13è
- 1988-89: 2a Divisió B 2n
- 1989-90: 2a Divisió B 4t
- 1990-91: 2a Divisió B 8è
- 1991-92: 2a Divisió B 6è
- 1992-93: 2a Divisió B 10è
- 1993-94: 2a Divisió B 14è
- 1994-95: 2a Divisió B 7è
- 1995-96: 2a Divisió B 9è
- 1996-97: 2a Divisió B 6è
- 1997-98: 2a Divisió B 20è
- 1998-99: 3a Divisió 17è
- 1999-00: 1a Catalana 18è
- 2000-01: 1a Catalana 3r
- 2001-02: 3a Divisió 20è
- 2002-03: 1a Catalana 19è
- 2003-04: Pref. Territorial 18è
- 2004-05: 1a Territorial
- 2005-06: 1a Territorial
- 2006-07: 1a Territorial 12è
- 2007-08: 1a Territorial 8è
- 2008-09: 1a Territorial 5è
- 2009-10: 1a Territorial 5è
- 2010-11: 1a Territorial 2n
- 2011-12: 2a Catalana 2n
- 2012-13: 1a Catalana 8è
- 2013-14: 1a Catalana 16è
- 2014-15: 2a Catalana 1r
- 2015-16: 1a Catalana 10è
- 2016-17: 1a Catalana 3r
- 2017-18: 1a Catalana 9è
- 2018-19: 1a Catalana 1r
- 2019-20: 2a Divisió B 9è
- 2020-21: 2a Divisió B 3r
- 2021-22: 1a RFEF 1r
- 2022-23: 2a Divisió 7è
- 2023-24: 2a Divisió 21è
- 2024-25: 1a RFEF 4t

## Secció de Futbol Sala
La secció de futbol sala del club va ser creada el 1986. La temporada 2001/02 jugà a la màxima categoria de la Lliga Espanyola de Futbol Sala, quedant en última posició. Des d'aleshores milita a la segona divisió (Divisió de Plata) amb el nom Butagaz Andorra, per motius de patrocini.
La temporada 2011/12 el patrocinador principal va ser l'Hotel Plaza Andorra.